# Югославські залізниці
Югославські залізниці  (хорв. Jugoslavenske željeznice; мак. Југословенски железници, Jugoslovenski železnici; серб. Југословенске железнице, Jugoslovenske železnice; словен. Jugoslovanske železnice), зі стандартною абревіатурою JŽ (ЈЖ кирилицею), була державною залізничною компанією Югославії, яка діяла з 1920-х до 1990-х років.

## Історія

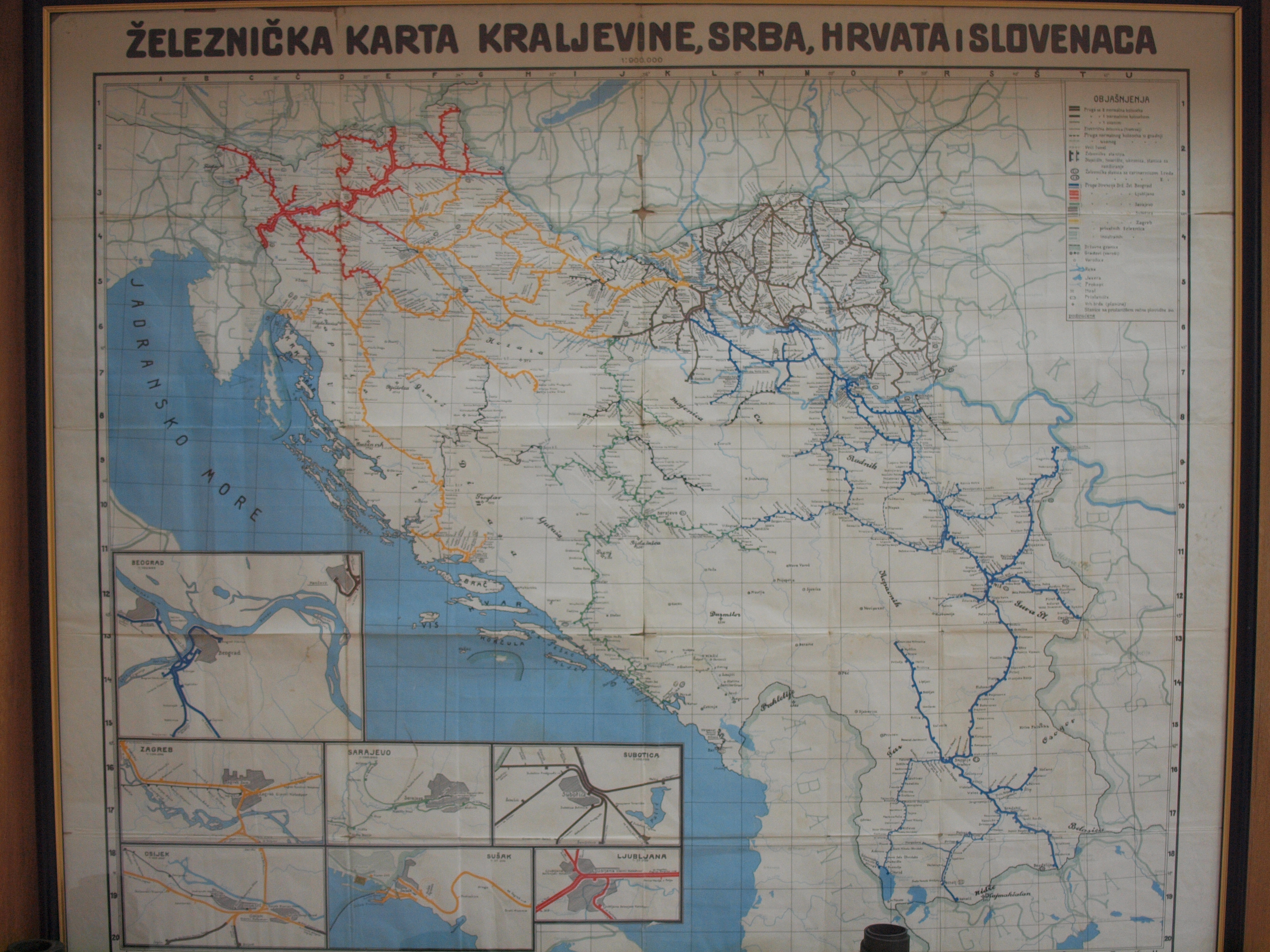
Залізнична карта Югославії 1920-х рр.

Компанія була вперше створена як Національна залізниця в Королівстві сербів, хорватів та словенців, включивши вже існуючі залізничні компанії. У 1929 році вона була перейменована разом з країною на "Югославські державні залізниці"  (  JDŽ  '). У 1941 р. залізниця припинила своє існування та створено дві нові залізничні компанії: Хорватська державна залізниця (HDŽ) та Сербська державна залізниця (SDŽ). Залізниця була відновлена після Другої світової війни. У 1952 році перейменована на Югославські залізниці.
Припинила своє існування після розпаду Югославії в 1990-х. З активів залізниці формувалися кілька компаній-правонаступників:
- Željeznica Crne Gore (ŽCG) - Чорногорія
- Hrvatske željeznice (HŽ) - Хорватія
- Željeznice Federacije Bosne i Hercegovine (ŽFBiH) - Федерація Боснії і Герцеговини, Боснія і Герцеговина
- Željeznice Republike Srpske (ŽRS) - Республіка Сербська, Боснія і Герцеговина
- Makedonski Železnici (MŽ) - Македонія
- Slovenske železnice (SŽ) Словенія
- Železnice Srbije (ŽS) - Сербія
- Hekurudhat e Kosovës - Косово

## Рухомий склад
На початку JŽ використовували в основному австрійські та угорські парові локомотиви. Електровози та тепловози були введені з 1960-х років; електричні локомотиви були придбані в «Ansaldo» (Італія); Alstom, ACEA також поставив кілька класів, також були ліцензійні локомотиви, побудовані в Хорватії та фірмою «Electroputere» в Румунії; в 1980-х роках на заводі «Раде Кончар» було розроблено  вітчизняний електровоз JŽ серії 442.
Більшість магістральних тепловозів були від «Electro-Motive Diesel» зі значною кількістю конструкцій, розроблених фірмою «Brissonneau et Lotz» (деякі побудовані за ліцензією заводом «Джуро Джакович»). Маневрові тепловози були придбані у «MAVAG», «Jenbacher werke», а також ліцензійні, створені на заводі «Джуро Джакович». Залізниця також експлуатувала локомотиви з Людиновського тепловозобудівного заводу (нині — Росія), колишні маневрові тепловози «DB V60» (Німеччина) і потужні типу «Krauss-Maffei ML 2200 C'C'».
Залізничні вагони, електро- і дизель-поїзди поставлялися з Іспанії, Італії, Угорщини та Німеччини від різних виробників.
Система класифікації
Нова система нумерації була випробувана на нові стандартні локомотиви, побудовані з 1930 року. Всі локомотиви перенумеровані на 1935 рік, що було справедливим для парових двигунів.
Локомотиви на боснійських датчиках 760 мм (2 фути 5 15/16 дюйми) були класифіковані на 70-98 і на 600 мм (1 фут 11 5/8 дюймів) калібру 99,2, 99,3 і 99,4.
Тринадцятизначна система позначення класів використовувалась з кінця 1950-х рр. - перша цифра вказала потужність транспортного засобу: 3 - зазначений локомотив DC 3 кВ; 4, 25 кВ змінного струму; 6 дизельних електричних; 7 дизельних гідравлічних; 8 дизельних механічних та 9 інфраструктурних або робочих транспортних засобів. Друга цифра позначає колісну колію та розташування осі: 0, вузькоколійний вагон; 1, стандартний колісний вагон; Числа від 2 до 6 вказали локомотив із таким числом ведучих мостів. Третя цифра позначає різні класи у описі типу. Четверта цифра позначає підтипи класу, а останні два цифри - номер транспортного засобу (починаючи з 01).

### Вагони
Доступні вагони з колишньої Югославської залізниці, а також вагони з в'їзду з усієї Європи, проте багато з них не в робочому стані. На даний момент всі локомотивні пасажирські поїзди використовували SJ, а у випадку InterCity - одне перевезення Makedonski Železnici.